# 水野成之
水野 成之（みずの なりゆき、旧字体：水野 成󠄁之）は、江戸時代前期の旗本。通称の十郎左衛門（じゅうろうざえもん）で知られ、旗本奴の代表的人物の一人に挙げられる。

## 生涯
寛永7年（1630年）、旗本・水野成貞の長男として生まれる。父の成貞は備後福山藩主・水野勝成の三男で、母の正徳院が徳川家康や織田信長の玄孫にあたる。
慶安3年（1650年）、3,000石で小普請組に列した。旗本きっての家柄でありしかるべき役に就けるが、お役入りを辞退して自ら小普請入りを願った。慶安4年（1651年）には江戸幕府第4代将軍・徳川家綱に拝謁した。
父・成貞は傾奇者であり初期の旗本奴であったが、成之もまた、江戸市中で旗本奴である大小神祇組を組織、家臣4人を頼光四天王に見立て、綱・金時・定光・季武と名乗らせ、用人頭（家老）を保昌独武者と名づけ、江戸市中を異装で闊歩し、悪行・粗暴の限りを尽くした。旗本のなかでも特に暴れ者を仲間にし、中には大名の加賀爪直澄や大身旗本の坂部三十郎（坂部広利）などの大物も混じっていた。旗本という幕府施政者側の大身であったため、誰も彼らには手出しできず、行状はエスカレートしていった。そのため、同じく男伊達を競いあっていた町奴とは激しく対立した。
そのような中、明暦3年（1657年）7月18日、成之は町奴の大物・幡随院長兵衛を殺害した。成之はこの件に関してはお咎めなしであったが、行跡怠慢で寛文4年（1664年）3月26日に母・正徳院の実家・蜂須賀家にお預けとなった。翌27日に評定所へ召喚されたところ、月代を剃らず着流しの伊達姿で出頭し、あまりにも不敬不遜であるとして若年寄の土屋数直の命により即日切腹となった。享年35。2歳の嫡子・百助も誅されて家名断絶となった。なお、反骨心の強さから切腹の際ですら正式な作法に従わず、膝に刀を突き刺して切れ味を確かめてから腹を切って果てたという。旗本奴への復讐心に息巻いていた町奴たちに十郎左衛門の即日切腹の沙汰が知らされ、旗本奴と町奴の大規模な衝突は回避された。
なお、母と共に蜂須賀家へ預けられた弟の水野忠丘が、元禄元年（1688年）に赦され、元禄14年（1701年）に旗本となったことで家名は存続した。
後世、彼の「反権力」「反社会性」などが講談・脚本などで題材にされることが多かった。

## 辞世
- 落とすなら 地獄の釜を 突ん抜いて 阿呆羅刹に 損をさすべい

## 水野成之の登場する作品
- 池波正太郎『侠客』
- 岡本綺堂「水野十郎左衛門」
- 門井慶喜『江戸一新』
- 映画『花のお江戸の無責任』1964年（昭和39年）、東宝・渡辺プロダクション制作。演：田崎潤。
- テレビドラマ『幡随院長兵衛お待ちなせえ』1974年（昭和49年）、毎日放送制作。演：高橋悦史。
- テレビドラマ『日本巌窟王』1979年（昭和54年）、NHK制作。演：林与一。
- テレビドラマ『長七郎江戸日記スペシャル』第6弾「風雲!旗本奴と町奴」1986年 日本テレビ。演：若林豪。
- テレビドラマ『侠客・幡随院長兵衛』1995年（平成7年）、テレビ東京制作。池波正太郎『侠客』のドラマ化。演：渡瀬恒彦。